# Studiendirektor
Studiendirektor (StD) ist eine Amtsbezeichnung im höheren Schuldienst in Deutschland. Als Beamter gehört ein Studiendirektor der Laufbahn des Höheren Dienstes bzw. der vierten Qualifikationsebene an (Besoldungsgruppe A 15).

## Bedeutung in der Laufbahn
Der Studiendirektor stellt im höheren Schuldienst (Gymnasien, Gesamtschulen und berufsbildende Schulen) das zweite Beförderungsamt nach der Ernennung zum Studienrat (erstes Beförderungsamt: Oberstudienrat) dar. Diese Beförderung ist jedoch stets mit der Übernahme einer besonders ausgebrachten Funktion verbunden, um die man sich eigens bewerben muss. Solche Funktionen sind beispielsweise Ständiger Stellvertreter des Schulleiters (die Stelle ist teilweise mit einer Amtszulage ausgestattet), Schulleiter kleinerer Schulen (immer mit Amtszulage), schulfachlicher Koordinator, Oberstufenkoordinator (in der Regel Reduktion des Unterrichtsdeputats), Fachbetreuer, Fachschaftsleiter oder Fachleiter einzelner oder mehrerer Fachschaften oder Pädagogischer Betreuer bestimmter Jahrgangsstufen oder als Ausbilder von Referendaren.
An berufsbildenden Schulen sind Abteilungsleiter oder Leiter von schulweiten Stabsstellen (z. B. Organisationsentwicklung, Unterrichtsentwicklung) Studiendirektoren.
Die Bezeichnungen und Aufgabenbereiche sind von Land zu Land unterschiedlich. An Hamburger Gymnasien gibt es für jede Schulstufe einen Koordinator und außerdem einen vierten Koordinator für didaktische Beratung, Öffentlichkeitsarbeit, Berufsorientierung usw.
Fachleiter an Studienseminaren bzw. Zentren für Lehrerausbildung sind im Regelfall Studiendirektoren.
In eine Funktionsstelle wird man nicht automatisch befördert. Funktionsstellen werden offen ausgeschrieben, so dass sich interessierte Lehrkräfte bewerben können. Die Bewerber müssen dann in einem Verfahren ihre Qualifikation für diese Stelle nachweisen. Die Auswahl erfolgt nach den im Grundgesetz (Art. 33 Abs. 2) festgelegten Kriterien Eignung, Befähigung und fachliche Leistung wie auch sonst im Beamtenwesen üblich.
Nicht in allen Ländern muss der Bewerber Oberstudienrat sein. In Rheinland-Pfalz beispielsweise können sich alle Lehrer der Laufbahngruppe des Höheren Dienstes, die eine planmäßige Dienstzeit von mindestens vier Jahren aufweisen, auf eine Funktionsstelle bewerben. Wird ein Studienrat im Auswahlverfahren aufgrund seiner Qualifikation für die Besetzung der Stelle vorgesehen, so wird ihm die Stelle zunächst kommissarisch übertragen, bei entsprechender Bewährung wird er ein Jahr später zum Oberstudienrat und ein weiteres Jahr später zum Studiendirektor befördert. Dies gilt aber nicht für alle Länder, da die Beförderung u. a. auch von den Staatsfinanzen abhängt. Eine Beförderungswartezeit nach Amtsübernahme kann durchaus mehrere Jahre dauern. Da Oberstudienrat ein regelmäßig zu durchlaufendes Amt ist, kann es nicht übersprungen werden.
Im Bereich der staatlichen Schulaufsicht (z. B. in der Verwendung als Referent an der Schulabteilung eines Regierungspräsidiums, eines Instituts oder in einem der Kultusministerien) heißt die Amtsbezeichnung Regierungsschuldirektor (insbesondere für Lehrer mit Lehrbefähigung im beruflichen bzw. Sekundarstufenbereich II) oder Schulamtsdirektor (insbesondere für Lehrer mit Lehrbefähigung bzw. Zuständigkeit bis Sekundarstufe I).
Das nächsthöhere Beförderungsamt ist Oberstudiendirektor (OStD).

## Situation in Bayern
An bayerischen Gymnasien ist die Funktionsstelle des Ständigen Stellvertreters des Schulleiters mit einer ruhegehaltsfähigen (Art. 12 BayBeamtVG) Amtszulage verbunden. Diese Amtszulage begründet ein eigenes Statusamt (Art. 34 BayBesG), d. h. dass ein Studiendirektor mit Amtszulage ein höheres Statusamt besitzt als ein Studiendirektor ohne Amtszulage. Der Ständige Stellvertreter des Schulleiters kann somit seine Rolle als Vorgesetzter gegenüber den anderen Studiendirektoren an der Schule wahrnehmen, ohne dass gegen das Abstandsverbot verstoßen wird. Dieses Zwischenamt wird in Bayern durch eine eigene Beamtenurkunde verliehen. Der Ständige Stellvertreter des Schulleiters befindet sich somit in einem höheren Statusamt als etwa ein Fachschaftsleiter, ein Mitarbeiter der Schulleitung oder ein Seminarlehrer, sofern dieser als Lehrer tätig ist. Ist eine Seminarlehrkraft gegenüber seinen Studienreferendaren (z. B. unterrichtend oder als Vorgesetzter) tätig, so ist nur der Seminarvorstand (= Schulleitung) der Seminarlehrkraft noch vorgesetzt. Da der Ständige Stellvertreter keine Lehrkraft des Studienseminars ist, kann dieser keine Vorgesetztenrolle gegenüber der Seminarlehrkraft wahrnehmen.

## Historische Bezeichnung
In Süddeutschland war für das Amt bis in die 1970er Jahre die Amtsbezeichnung „Gymnasialprofessor“ gebräuchlich. Für das Auswahlverfahren galt das Gleiche wie beim Studiendirektor. Heute sind die entsprechenden Beamten im Ruhestand.
In Österreich ist die Bezeichnung „Professor“ bis heute die allgemeine Bezeichnung für an höheren Schulen Lehrende.

## Abkürzungen
Nach dem Titel kann eine Abkürzung folgen: Sie bedeutet bei i.P. „im Privatschuldienst“ (Schule in freier Trägerschaft), bei i.K. „im Kirchendienst“ (Schule mit konfessionellem Träger) und i. H. „im Hochschuldienst“ (z. B. vollständige Abordnung an eine Universität).